# 야시로초역
야시로초역(일본어: 社町駅 やしろちょうえき[*])은 일본 효고현 가토시에 위치한 서일본 여객철도 가코가와 선의 철도역이다. 상대식 승강장 2면 2선의 구조를 갖춘 지상역이다.

## 타는 곳
| 1 | ■ 가코가와 선 | 상행 | 아오 · 가코가와 방면       |
| 2 | ■ 가코가와 선 | 하행 | 니시와키시 · 다니카와 방면 |

## 이용 현황
| 연도     | 1일 평균 | 연도     | 1일 평균 |
| 2000년도 | 300      | 2007년도 | 365      |
| 2001년도 | 311      | 2008년도 | 395      |
| 2002년도 | 310      | 2009년도 | 386      |
| 2003년도 | 297      | 2010년도 | 425      |
| 2004년도 | 285      | 2011년도 | 417      |
| 2005년도 | 308      | 2012년도 | 400      |
| 2006년도 | 345      |          |          |
| -------- | -------- | -------- | -------- |

## 역 주변
- 동쪽에서 약 2 km 떨어져있으며, 역 앞 광장이 있다.

## 인접 역
| 서일본 여객철도 가코가와 선 | 서일본 여객철도 가코가와 선 | 서일본 여객철도 가코가와 선 |
| --------------------------- | --------------------------- | --------------------------- |
| 아오노가하라 가코가와 방면  | ■ 가코가와 선               | 다키노 다니카와 방면        |